# Ricardo Chavira
Ricardo Antonio Chavira (San Antonio, 1º settembre 1971) è un attore statunitense di origini messicane.

## Carriera
Chavira è noto per aver interpretato dal 2004, nel corso di tutte le otto stagioni, il ruolo di Carlos Solis nella serie televisiva Desperate Housewives. Ha recitato anche in altri telefilm come 24, JAG - Avvocati in divisa  e Six Feet Under e nel film Alamo - Gli ultimi eroi del 2004, ed ha fatto una comparsa anche nella settima stagione del detective Monk.

## Vita privata
È sposato dal 2007 con Marcea Dietzel da cui ha avuto due figli: Tomas Antonio (2003) e Belen Elysabeth (2008).

## Filmografia

### Cinema
- Así sucede en los pueblos, regia di Dominique Jonard – cortometraggio (1987)
- De Vaqueros, aventuras y mas cosas, regia di Dominique Jonard – cortometraggio (1987)
- Barstow 2008, regia di Bob Morrow (2001)
- Boris, regia di Francesca Galesi – cortometraggio (2002)
- Alamo - Gli ultimi eroi (The Alamo), regia di John Lee Hancock (2004)
- Cosmic Radio, regia di Stephen Savage (2007)
- Rockaway, regia di Jeff Crook e Josh Crook (2007)
- Ball Don't Lie, regia di Brin Hill (2008)
- Days of Wrath, regia di Celia Fox (2008)
- Saving God, regia di Duane Crichton (2008)
- Don't Let Me Drown, regia di Cruz Angeles (2009)
- Chasing 3000, regia di Gregory J. Lanesey (2010)
- Piranha 3D (Piranha), regia di Alexandre Aja (2010)

### Televisione
- N.Y.P.D. – serie TV, episodio 8x12 (2001)
- Philly – serie TV, episodio 1x06 (2001)
- The Grubbs – serie TV, episodio 1x01 (2002)
- 24 – serie TV, episodio 1x13 (2002)
- Six Feet Under – serie TV, 4 episodi (2002)
- The Division – serie TV, episodi 2x01-2x15 (2002)
- Kingpin – serie TV, episodio 1x06 (2003)
- Joan of Arcadia – serie TV, episodio 1x04 (2003)
- JAG - Avvocati in divisa – serie TV, episodi 6x18-9x09 (2001-2003)
- George Lopez – serie TV, episodio 4x22 (2004)
- I re di South Beach (Kings of South Beach), regia di Tim Hunter – film TV (2007)
- Detective Monk (Monk) – serie TV, episodi 5x14, 7x07 (2007-2008)
- Desperate Housewives (Desperate Housewives) – serie TV, 178 episodi (2004-2012) - Carlos Solis
- Welcome to the Family – serie TV (2013)
- Warehouse 13 – serie TV (2013)
- Castle – serie TV, episodio 7x18 (2015)
- Bad Teacher – serie TV, episodio 1x04 (2015)
- Scandal – serie TV, 37 episodi (2016-2017)
- Jane the Virgin – serie TV (2016-2017)
- Santa Clarita Diet – serie TV (2017)
- Il Natale di Holly (Christmas Reservations) – film TV, regia di Deanne Foley (2019)
- Selena: La Serie – serie TV (2020-in corso)
- Chicago P.D. – serie TV, episodio 9x06 (2021)
- Glamorous – serie TV, 10 episodi (2023)
- Will Trent – serie TV, episodio 2x03 (2024)

## Doppiatori italiani
Nelle versioni in italiano delle opere in cui ha recitato, Ricardo Antonio Chavira è stato doppiato da:
- Massimo Rossi in Desperate Housewives - I segreti di Wisteria Lane, Burn Notice - Duro a morire, Castle, Scandal
- Massimo De Ambrosis in Piranha 3D, Ballard
- Fabrizio Dolce in Jane the Virgin, Will Trent
- Roberto Draghetti in Detective Monk (ep.5x14)
- Alberto Bognanni ne Il Natale di Holly
- Pasquale Anselmo in Warehouse 13
- Enzo Avolio in Hawaii Five-0
- Teo Bellia in Santa Clarita Diet